# رباعية وترية

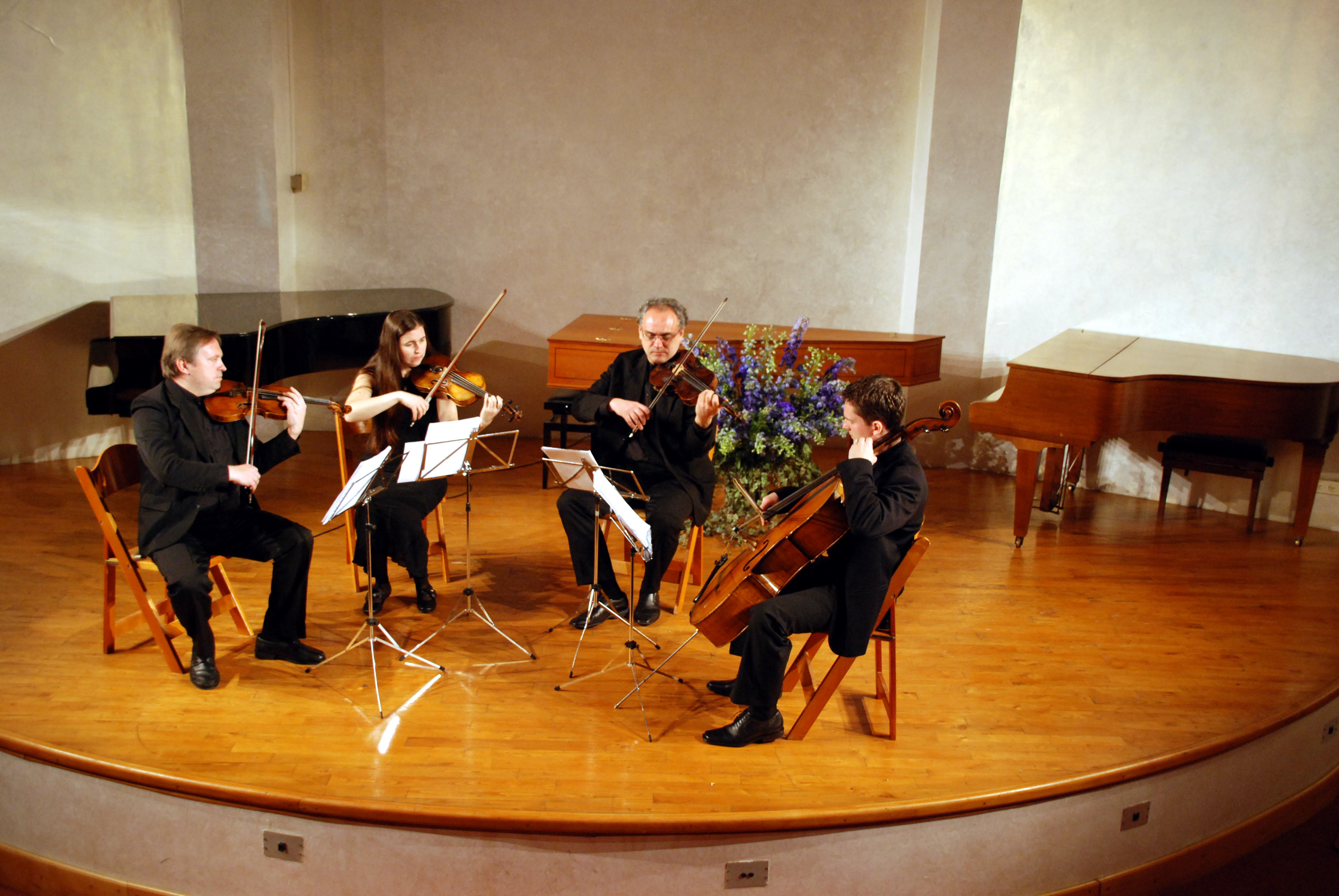

تُطلق صفة الرباعية الوترية إما على الفرقة الموسيقية التي تضم أربعة من عازفي الآلات الوترية، أو على المقطوعة المكتوبة للتأدية من قبل هذه الفرقة. ومنذ منتصف القرن الثامن عشر، حازت الرباعيات الوترية على موقع مهم لدى أبرز الملحنين الكلاسيكيين، كما أنها أحد أهم التآليف المخصصة لموسيقى الحجرة.
خلال تلك الفترة، اعتمدت الهيكلة الأساسية للرباعية الوترية على أربع حركات: الأولى بقالب السوناتا أليجرو، والثانية بطيئة، والثالثة منويت، والرابعة على نمط الروندو.